# Юрюнг-Хая

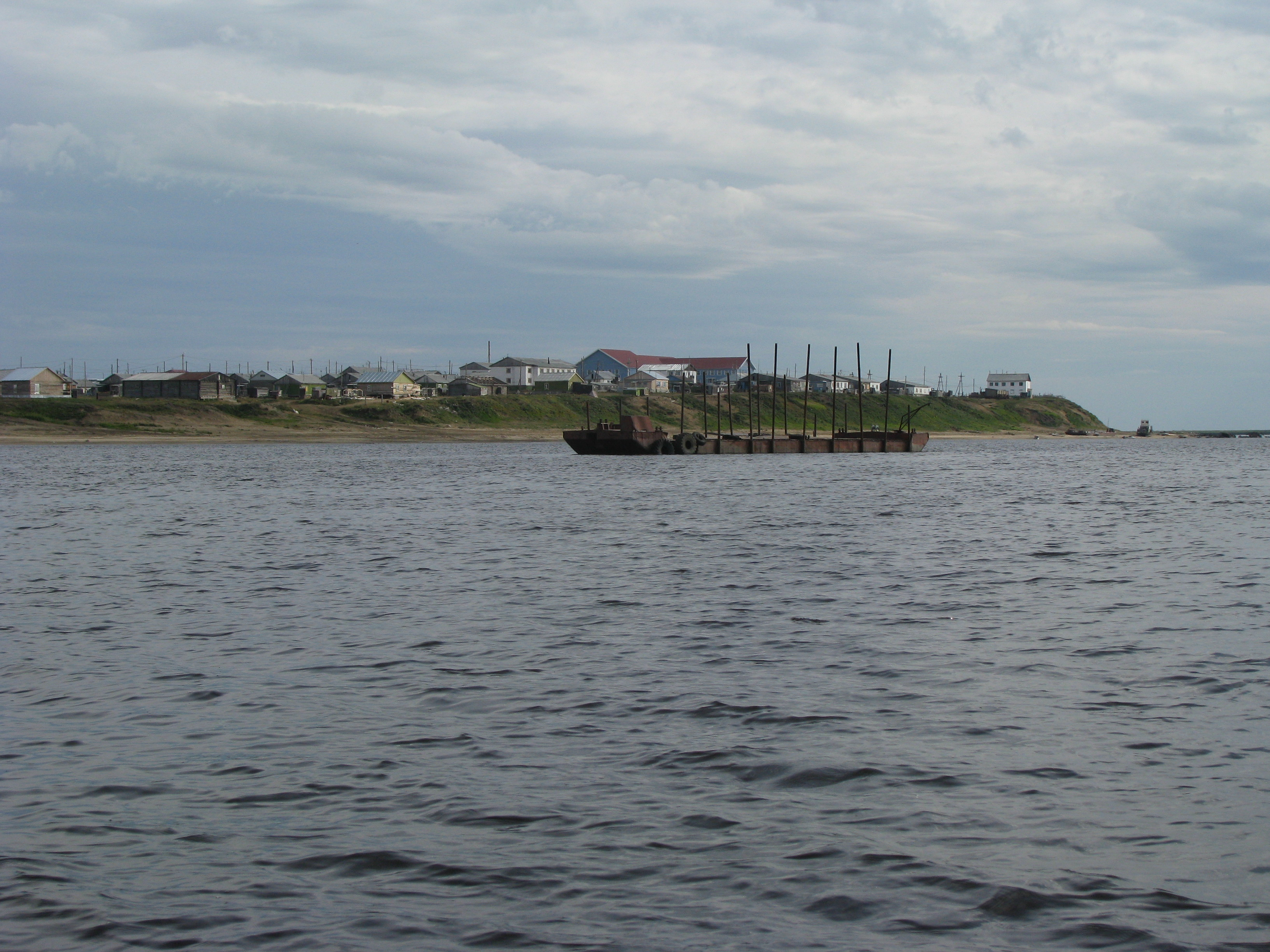
Вид на посёлок с реки (2014 год)

Юрюнг-Хая (Урюнг-Хая, якут. Үрүҥ Хайа) — село в Анабарском улусе, Республика Саха, Россия. Образует сельское поселение Юрюнг-Хаинский наслег.

## География
Село расположено на правом берегу реки Анабар, имеет пристань.

## Население
| 1989  | 2001  | 2002  | 2007  | 2010  | 2011  | 2012  |
| ----- | ----- | ----- | ----- | ----- | ----- | ----- |
| 900   | ↗1145 | ↘1051 | ↗1132 | ↗1148 | →1148 | ↘1113 |
| 2013  | 2014  | 2015  | 2016  | 2017  | 2018  | 2019  |
| ↘1105 | ↘1103 | ↗1106 | ↗1120 | ↗1136 | ↗1147 | ↗1159 |
| 2020  | 2021  |       |       |       |       |       |
| ↗1169 | ↗1179 |       |       |       |       |       |

Национальный состав
В селе проживает единственная в Якутии компактная группа долган.

## Инфраструктура
Согласно российской программе развития Севера страны, в селе планируется построить общежитие для молодых специалистов, культурно-спортивный комплекс и пожарное депо на 2 машины. Уже был построен жилой двухквартирный дом для ветеранов тыла и автозаправочная станция.

## Экономика
Здесь есть центральная усадьба сельскохозяйственного предприятия «Анабарский» (оленеводство, рыболовство, звероводство), Дом культуры, средняя школа, больница.

## Известные жители и уроженцы
- Спиридонов, Илья Константинович (1913—1975) — Герой Социалистического Труда.